# Большеустьикинский сельсовет
Большеустьикинский сельсовет (баш. Оло Ыҡтамаҡ ауыл Советы) — муниципальное образование в Мечетлинском районе Башкортостана.
Административный центр — село Большеустьикинское.

## История
Согласно Закону о границах, статусе и административных центрах муниципальных образований в Республике Башкортостан имеет статус сельского поселения.
В 2008 году в состав сельсовета включены Азикеевский (деревня Азикеево) и Новомуслюмовский (село Новомуслюмово) сельсоветы.

## Население
| 2002  | 2009    | 2010  | 2012  | 2013  | 2014  | 2015  |
| ----- | ------- | ----- | ----- | ----- | ----- | ----- |
| 9634  | ↗10 554 | ↘9852 | ↘9784 | ↗9785 | ↘9753 | ↘9726 |
| 2016  | 2017    | 2018  |       |       |       |       |
| ↘9665 | ↘9563   | ↘9508 |       |       |       |       |

В сельском поселении проживают преимущественно башкиры, русские и татары.

## Состав сельского поселения
| № | Населённый пункт   | Тип населённого пункта       | Население | Примечание       |
| - | ------------------ | ---------------------------- | --------- | ---------------- |
| 1 | Большеустьикинское | село, административный центр | ↗8591     | башкиры, русские |
| 2 | Сальзигутово       | деревня                      | ↗266      | башкиры          |
| 3 | Азикеево           | деревня                      | ↘684      | башкиры, татары  |
| 4 | Новомуслюмово      | село                         | ↘1063     | татары           |

## Известные уроженцы
- Рифкат Исрафилов (род. 1941) — актёр, театральный режиссёр и педагог, Народный артист РСФСР (1989). Лауреат Государственной премии России (1995) и премии БАССР им. Салавата Юлаева. Заслуженный деятель искусств РСФСР, БАССР, Татарстана, Северной Осетии.
- Зилара Хасанова (род. 1935) — физиолог растений, член-корреспондент АН РБ (1995), доктор наук (1992), профессор (1993), заслуженный деятель науки РБ (1997).